# Warad-Sin
Warad-Sîn was in 1834-1823 v.Chr. koning van Larsa. Hoewel hij slechts 12 of 13 jaar geregeerd heeft, zijn er van hem meer geschreven overblijfselen dan van welke andere koning van Larsa ook. 
Hij was de zoon van de Amorietenhoofdman Kudur-mabuk die de vorige koning van Larsa, Şillī-Adad, van de troon verdreef en zijn zoon erop zette. De jaarnamen van Warad-Sin zijn bekend en Sigrist heeft er een rangschikking van gegeven. Er is sprake van de inhuldiging van een en-priesteres in jaar 7, bouwactiviteiten aan de tempel van Nanna in jaar 8 en in jaar 9 werd er waarschijnlijk een beeld van Kudur-Mabuk in de tempel van Utu in Larsa geplaatst. In jaar 6 volgde hij in de voetstappen van zijn voorganger Siniqisham door 14 beelden in de heilige stad Nippur te plaatsen.
Niet alle jaarnamen zijn zo vroom en vredelievend. In jaar 2 werd de muur van Kazallu verwoest en het leger van Mutiabal vernietigd. Deze gebeurtenissen worden ook elders vermeld, bijvoorbeeld op een kleikegel uit Uruk die ook bouwwerk aan de tempel van Nergal door zijn vader Kudur-mabuk vermeldt. De vader van de koning hield zich ook met de bouw van de é-èš-ki-te bezig. Dit was een heiligdom voor de god Nanna in Ur.
In jaar 10 bouwde Warad-Sin een muur om Ur en dit feit wordt niet alleen in zijn jaarnaam, maar ook op een aantal kleitabletten, stichtingstabletten, kegels en stichtingscilinders vermeld:
Ik, Warad-Sîn, machtig man, herder van rechtschapenheid, aangesteld door de god Enlil, verzorger van Ur, koning van Larsa, koning van het land van Sumer en Akkad, zoon van Kudur-mabuk, vader van Emutbala
Om Ur te vergroten, [en] het een verheven roep te verlenen, bad ik hem nederig [en] de god Nanna, mijn heer, verhoorde mij
Ik bouwde voor hem de grote muur, die als een berg oprijzend onaanraakbaar is, die uit zichzelf voortkomt
Ik omgaf de stad. De naam van die muur is Nanna-suḫuš-mada-gengen. (De god Nanna sterkt het fundament van het land)
Warad-Sin werd opgevolgd door zijn broer Rim-Sin.